# Енгибарян, Владимир Николаевич
Влади́мир Никола́евич Енгибаря́н (арм. Վլադիմիր Նիկոլայի Ենգիբարյան; 24 апреля 1932, Ереван — 1 февраля 2013, Лос-Анджелес) — советский боксёр. Трёхкратный чемпион СССР (1955, 1956, 1958). Трёхкратный чемпион Европы (1953, 1957, 1959). Чемпион Олимпийских игр (1956). Заслуженный мастер спорта СССР (1956). Выдающийся боксёр СССР (1956).

## Биография

Енгибарян (слева) на Олимпиаде в Мельбурне

Родился 24 апреля 1932 года в Ереване.
Начал заниматься боксом в возрасте 14 лет. Тренировался сначала под руководством Артёма Арутюнова, потом Эдуарда Аристакесяна.
В 1951 году стал бронзовым призёром чемпионата СССР в легчайшем весе. В 1952 году призывался на сборы олимпийской сборной СССР, но не поехал на Олимпийские игры в Хельсинки. В 1953 году на дебютном для советской команды чемпионате Европы в Варшаве, он первым из советских боксёров стал чемпионом Европы. В 1955 году впервые выиграл чемпионат СССР, а в 1956 году на Олимпийских играх в Мельбурне вторым из советских боксёров (после Владимира Сафронова) завоевал титул олимпийского чемпиона. В 1957 и 1959 годах он снова побеждал на чемпионатах Европы и ехал на Олимпийские игры в Риме явным фаворитом, но, получив травму плеча, проиграл в четвертьфинале польскому боксёру Мариану Каспшику. После этого принял решение завершить свою спортивную карьеру.
Член КПСС с 1961 года. В дальнейшем занимался тренерской деятельностью в ереванской детско-юношеской школе бокса (с 2011 года носящей его имя), стал судьей международной категории. В 1970-х годах представлял СССР в судейской комиссии АИБА, выступал в качестве рефери на крупнейших международных соревнованиях.
С 1993 года жил в Лос-Анджелесе (Калифорния, США).
Умер 1 февраля 2013 года. Похоронен в Ереванском городском пантеоне.

## Спортивные достижения
Международные
- XVI летние Олимпийские игры 1956 года —
- Чемпионат Европы по боксу 1953 года —
- Чемпионат Европы по боксу 1955 года —
- Чемпионат Европы по боксу 1957 года —
- Чемпионат Европы по боксу 1959 года —

Всесоюзные
- I Летняя Спартакиада народов СССР 1956 года —
- Чемпионат СССР по боксу 1951 года —
- Чемпионат СССР по боксу 1953 года —
- Чемпионат СССР по боксу 1955 года —
- Чемпионат СССР по боксу 1956 года —
- Чемпионат СССР по боксу 1958 года —

### Спортивные звания
- «Выдающийся боксёр СССР»
- Заслуженный мастер спорта СССР
- Судья международной категории

## Награды
- орден Трудового Красного Знамени (27.04.1957) — «за успехи, достигнутые в деле развития массового физкультурного движения в стране, повышения мастерства советских спортсменов, и успешное выступление на международных соревнованиях»
- Медаль «За заслуги перед Отечеством» (Армения) 1-й степени (29 октября 2009 года) — за большие заслуги в области физической культуры и спорта, многолетнюю плодотворную спортивно-педагогическую деятельность, значительный вклад в подготовку юных спортсменов[3]
- Медаль «Маршал Баграмян»

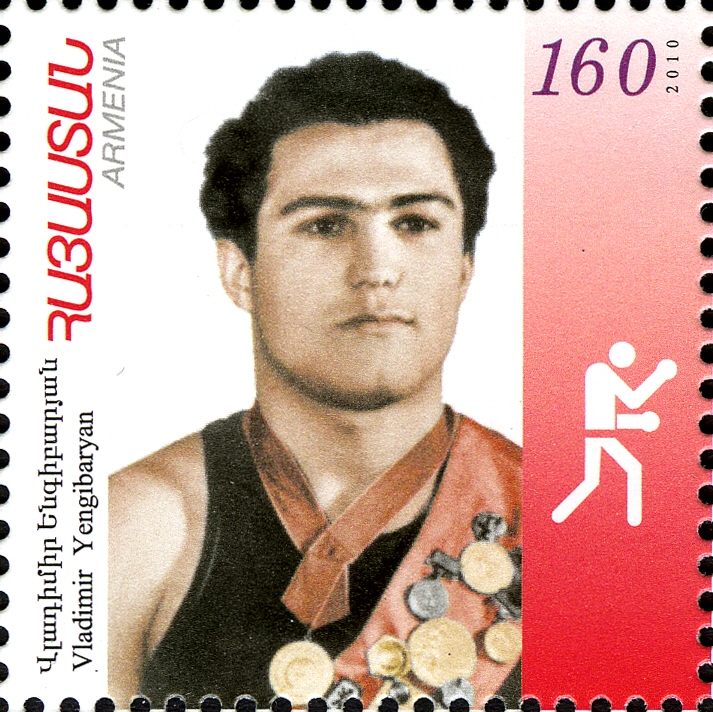
Почтовая марка Армении (2010 год)

### Видео
- Армянские спортсмены - Владимир Енгибарян [фрагменты выступлений]